# Tecla Opción

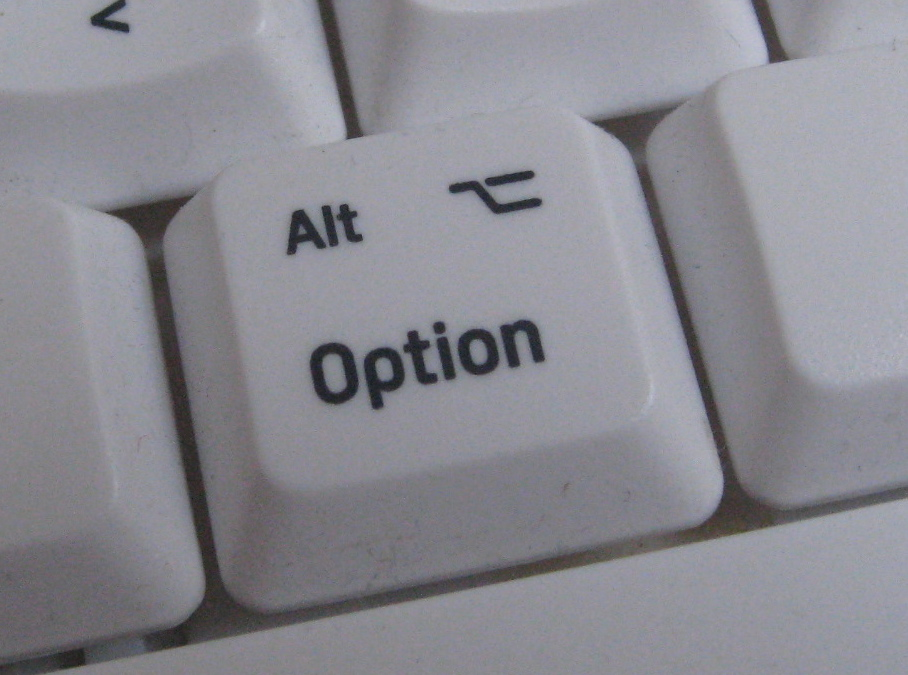
La tecla Opción puede tener la etiqueta Alt, Opción, ⌥ o cualquier combinación de las mismas.

La tecla Opción, ⌥, es una tecla modificadora presente en los teclados Apple. Se encuentra entre la tecla Control y la tecla Comando en un teclado típico de Mac. Hay dos teclas Opción en los teclados de equipos, portátiles y de escritorio, Mac modernos (a partir de 2020), una a cada lado de la barra espaciadora (a partir de 2005, algunas computadoras portátiles solo tenían una para dejar espacio a las teclas de dirección).
Apple usa comúnmente el símbolo U+2325 ⌥ option key para representar esta tecla. Entre 1980 y 1984, en los Apple II, la tecla se denominaba «tecla de la manzana» y tenía el dibujo de una manzana.

## Uso de la tecla Opción

### Entrada de teclado alternativa
El uso de la tecla Opción es similar al de la tecla AltGr en los teclados europeos de PC compatibles con IBM, en el sentido de que se puede usar para escribir caracteres, símbolos y signos diacríticos adicionales. Las opciones disponibles difieren según la configuración regional de entrada del teclado que haya seleccionado el usuario. Por ejemplo, en la entrada del teclado en inglés de EE. UU., Option+a produce el carácter «å», y Option+4 el signo de centavo «¢».
Hay que tener en cuenta que mantener presionada la tecla Mayús y la tecla Opción mientras se pulsa una tecla de letra puede crear versiones «mayúsculas» de lo que resulta cuando se presiona la misma tecla de letra mientras se mantiene presionada la tecla Opción pero no la tecla Mayús. Por ejemplo:
- Option+a produce å. Option+⇧ Mayús+a produce Å.
- Option+c produce ç. Option+⇧ Mayús+c produce Ç.
- Option+o produce ø. Option+⇧ Mayús+o produce Ø.
- Option+' produce æ. Option+⇧ Mayús+' produce Æ.

La tecla Opción se usa a menudo junto con teclas especiales como Tab ↹ ,Supr y ↵ Entrar para proporcionar funciones alternativas. Por ejemplo, Option+↵ Entrar  normalmente produce un salto de línea que no se interpreta como un salto de párrafo.[cita requerida]

### Botones alternativos y elementos de menú
La tecla también se utiliza para proporcionar elementos de menú y botones alternativos al pulsarse. Por ejemplo:
- Safari, Finder: la tecla Opción hace que el elemento del menú «Cerrar ventana» cambie a «Cerrar todas las ventanas» al pulsarse presiona. En consecuencia, hacer clic en el cuadro de cierre de una ventana con la tecla Opción pulsada también se cierra todo. Esta funcionalidad es un estándar de Macintosh y está disponible en muchos otros programas.
- Dock: la tecla Opción hace que los elementos de menú «Ocultar» y «Salir» del menú contextual de un icono del Dock cambien a «Ocultar otros» y «Forzar salida».
- iTunes: el botón «Crear lista de reproducción» cambia a «Crear lista de reproducción inteligente». Al mantener presionada la opción y hacer clic en el botón de aumento verde (+) en la parte superior izquierda, se fuerza la ventana de iTunes a la vista de pantalla completa, en lugar de cambiar entre el tamaño de ventana establecido por el usuario y el minirreproductor de iTunes.
- iPhoto: el botón de rotar imagen alterna entre «Girar a la derecha» y «Girar a la izquierda».

### Navegaciones de teclado comunes
En las cajas de texto, la tecla Opción se puede utilizar para una navegación rápida con el teclado.
- Option+Left+Right: navegar a la palabra anterior/siguiente.
  - Equivalente en Windows: Ctrl+Left+Right
- Option+Up+Down: navegar hasta el principio/final del párrafo actual.
  - Equivalente en terminal: ⇧ Mayús+Home+End
  - Equivalente en Windows: Inicio/Fin.
- Option+Page up+Page down : navegar hacia arriba o abajo en una página. Sin la tecla Opción, el Page up+Page down permiten que la vista de página se desplace hacia arriba o hacia abajo sin mover el cursor.
  - Equivalente en Windows: Page up+Page down

### Acciones alternativas del ratón
Al mantener presionada la tecla Opción al usar el ratón, la acción del mismo puede cambiar:
- Al hacer clic con el ratón en una aplicación que no sea la actual, se oculta automáticamente la aplicación actual y se cambia a aquella en la que se hizo clic.
- Al arrastrar un elemento (un archivo en Finder o una capa en Adobe Photoshop, por ejemplo), manteniendo presionada la Opción lo duplicará en lugar de moverlo.

### Descargas de archivos
En navegadores como Safari y SeaMonkey, la tecla Opción se puede utilizar para descargar un archivo. Al presionarla en la barra de direcciones, se descargará el archivo especificado en la URL. Además, presionar la tecla Opción al hacer clic en un hiperenlace hace que se descargue el destino del enlace. Además de los métodos de la tecla Opción, otras formas de descargar incluyen hacer clic con el botón derecho (o hacer clic con Ctrl (^) en Mac) en un hiperenlace para abrir un menú contextual y luego seleccionar el comando de descarga apropiado o pegar una URL directamente en la ventana de Descargas de Safari.

### Misceláneas
Algunas aplicaciones hacen usos únicos de la tecla Opción:
- Terminal (incluida al menos la versión 1.4.6; ya no es cierto a partir de 2.0.1, ⌘ Cmd+Left+Right funciona): Option+Left+Right para navegar entre ventanas de la ventana Terminal. Por lo general, los programas utilizan ⌘ Cmd+` y ⌘ Cmd+⇧ Mayús+`, que también son compatibles con Terminal.
- Barras de desplazamiento.
- Disco de inicio: al mantener presionada la tecla Opción en el momento del inicio, se activa un administrador de inicio integrado en el firmware, donde el usuario puede elegir desde qué unidad o partición iniciar su equipo, incluidas las particiones de Mac OS y Mac OS X o las unidades de Mac basadas en PowerPC y particiones o unidades de Mac OS X y Microsoft Windows en Mac basadas en Intel (que ejecutan Mac OS X 10.4.6 y posterior con Boot Camp de Apple Inc. instalado). Esto ha sido reemplazado por un menú de inicio general, que se activa manteniendo presionado el botón de encendido en equipos Mac basados en Apple Silicon. El gestor de arranque integrado también puede arrancar otros sistemas operativos como Linux; sin embargo, están etiquetados como «Windows» en el gestor de arranque.